# 南アルプス郵便局
南アルプス郵便局（南アルプスゆうびんきょく）は山梨県南アルプス市にある郵便局。民営化前の分類では集配普通郵便局であった。

## 概要
住所：〒400-0499 山梨県南アルプス市下宮地563-4

## 沿革
- 1977年（昭和52年）3月28日 - 峡西郵便局として、中巨摩郡甲西町下宮地に開局[1]。小笠原郵便局および荊沢郵便局より集配業務を移管。
- 2000年（平成12年）8月14日 - 外国通貨の両替および旅行小切手の売買に関する業務取扱を開始。
- 2004年（平成16年）10月1日 - 南アルプス郵便局に改称[2]。
- 2007年（平成19年）10月1日 - 民営化に伴い、併設された郵便事業南アルプス支店に一部業務を移管。
- 2012年（平成24年）10月1日 - 日本郵便株式会社発足に伴い、郵便事業南アルプス支店を南アルプス郵便局に統合。

## 取扱内容
- 郵便、印紙、ゆうパック、内容証明
- 貯金、為替、振替、振込、国際送金、国債、投資信託
- 生命保険、バイク自賠責保険、自動車保険、がん保険、引受条件緩和型医療保険
- ゆうちょ銀行ATM
- 「400-03xx」「400-04xx」区域（南アルプス市（旧中巨摩郡櫛形町域、旧中巨摩郡若草町域、旧中巨摩郡甲西町域））の集配業務
- ゆうゆう窓口

※南アルプス市のその他の地域（旧中巨摩郡白根町域、旧中巨摩郡八田村域、旧中巨摩郡芦安村域）は白根郵便局（南アルプス市在家塚）の集配担当となっている。

## 周辺
- 南アルプス市役所
- 南アルプス市消防本部
- 峡西病院
- オギノ峡西店

## アクセス
- 山梨交通バス 下宮地停留所もしくは小笠原下仲町停留所下車
- 中部横断自動車道 南アルプスICから南西へ約2.5km
- 国道52号沿い
- 駐車場あり：6台